# فاطمة سرحان
فاطمة سرحان (1928 -) هي  مغنية شعبية ومنشدة مصرية.

## حياتها
ولدت في مركز بسيون محافظة الغربية سنة 1928، اشتهرت بغناء القصائد الصوفية والمواويل والقصص الشعبية والمدائح النبوية في الموالد الإقليمية، أقامت في القاهرة في حي الرويعي بالعتبة ثم انتقلت إلى حي السيدة زينب وكانت تقيم سرادق سنوي في مولد الحسين وتلقب بملكة البلدي، زوجة المطرب الشعبي عطية إسماعيل السفرتي وهي والدة المطربة سوزان عطية، وحنان عطية

## مسيرتها
- بدأت الغناء في الإذاعة في خمسينيات القرن العشرين بعد أن اكتشفها المطرب زكريا الحجاوي أحد رواد الفن الشعبي،  شاركت الغناء مع خضرة محمد خضر في قصة أيوب وناعسة وشاركت أنغام في ألبوم وحدانية عام 1999، وشاركت في العديد من استعراضات الفنون الشعبية ومنها «رقصة الحجالة» مع الراقصة نجوى فؤاد.
- تساهم حاليا في رعاية وتدريب فرقة النيل للغناء الشعبى.
- شاركت بالتمثيل والغناء في السينما في أفلام «أنا الدكتور» 1968، «حد السيف» 1986، «الجوازة دي مش لازم تتم» 1988، و«احذروا هذه المرأة» عام 1991 وفي الدراما التلفزيونية المسلسلة «أفراح القبة» عام 2016.

## جوائز
- كرمت من الهيئة العامة لقصور الثقافة.
- منحت درع الهيئة تكريما لدورها في توثيق التراث الشعبي في 10 مايو 2015.
- قام المركز القومي للمسرح والموسيقي والفنون الشعبية بإصدار كتيب عنها وإنتاج فيلم تسجيلى عن تاريخها الفني.

## أعمالها الفنية
- كيد النسا
- خضرة الشريفة
- على ورق الفل
- في مدح النبي
- الحمد لله الحنان
- ياحلو طبعك
- خدني معاك
- لأ والنبي ياعبده
- الليل وموالي
- توبة وسماح
- خد عنواني
- إتلموا كل الأوليا
- يامظلومين في الهواء
- أحبك أنت كده وكده
- أنا قلبي في حبك
- هاجر والخليل
- قل للمليحة
- احنا ولاد الشرق
- لسه فاكر
- ياقلبي ليه
- ياعمده
- يا أسطى العربية
- ياقلب
- صاحبي
- تحت الشباك [1][2][3][4][5][6][7][8]

## وصلات خارجية
- فاطمة سرحان على موقع قاعدة بيانات الأفلام العربية

لم يتم العثور على روابط لمواقع التواصل الاجتماعي.